# Preseason
Preseason (engl. für Vorsaison) bezeichnet in Sportligen im englischsprachigen Raum die Zeit vor der eigentlichen Saison (Regular Season, in der dann die Wettkämpfe für die Meisterschaften ausgetragen werden). In der Preseason trainieren die Mannschaften (Training Camp) und es werden Vorbereitungsspiele (Exhibition Games) absolviert. Neben dem Testen neuer Spieler und Taktiken zur Vorbereitung auf die Regular Season, dienen die Vorbereitungsspiele in manchen Fällen auch der Werbung für das eigene Team und die Liga in neuen Märkten.
In der Major League Baseball (MLB) wird die Zeit Spring Training (Frühlings-Training) statt Preseason genannt.

## National Football League (NFL)
Die Preseason der National Football League (NFL) umfasst im engeren Sinn nur die drei bis vier Wochen, in denen die Preseason-Spiele (mindestens drei pro Team) ausgetragen werden. Im weiteren Sinne wird dazu auch das Training Camp der betreffenden Teams (höchstens 15 Tage vor dem ersten Preseason-Spiel) dazu gezählt. Danach folgt die Regular Season der NFL und daran schließt sich die Postseason mit den Play-offs der NFL im K.-o.-System an, an deren Ende der Super Bowl steht.
Zur Erschließung neuer Märkte hatte die NFL in den 1990er Jahren den American Bowl ausgetragen.
Verträge dürfen in der NFL auch vor und nach der Preseason abgeschlossen werden. Die Phase der meisten Spielerwechsel, die sogenannte „Free Agency“, läutet das neue Liga-Jahr der NFL ein und beginnt im März. Es gibt allerdings für bestimmte Spieler, mit bestimmten Verträgen/Tags, Zeitpunkte in der Preseason bis zu denen ihre bisherigen Vereine ein exklusives Verhandlungsrecht mit ihnen haben.

## National Basketball Association (NBA)
Die Training Camps der National Basketball Association (NBA) beginnen nach der Sommerpause Ende September und dauern etwa vier Wochen, bis zum Start der neuen Saison Ende Oktober. Von den Vorbereitungsspielen werden regelmäßig welche in Städten ausgetragen, in denen die NBA noch nicht oder nicht mehr präsent ist. Auch außerhalb der Vereinigten Staaten und Kanada werden regelmäßig Spiele ausgetragen.

## National Hockey League (NHL)
In der National Hockey League (NHL) wird die Preseason auch „Exhibition Season“ (Schau-Saison) genannt. Während der Preseason können die Teams der NHL auch Spiele gegen Teams aus anderen Ländern und Ligen austragen. So gibt es regelmäßig Spiele gegen europäische Mannschaften, so z. B. gegen Teams der russischen Kontinental Hockey League (KHL).

## Major League Baseball (MLB)
Das Spring Training der Major League Baseball (MLB) beginnt meistens in der ersten Februarwoche und dauert bis Ende März oder Anfang April, abhängig vom ersten Spieltag in der MLB.